# Рокета (Анкона)
Рокета (итал. Rocchetta) насеље је у Италији у округу Анкона, региону Марке.
Према процени из 2011. у насељу је живело 40 становника. Насеље се налази на надморској висини од 141 м.